# Günter-de-Bruyn-Stiftung
Die Günter-de-Bruyn-Stiftung ist eine deutsche, unselbständige, treuhänderische Stiftung bürgerlichen Rechts mit Sitz in Tauche, Landkreis Oder-Spree. Stifter war Günter de Bruyn, der die Stiftung testamentarisch verfügte.

## Stiftungszweck
Die Stiftung wurde am 28. Juli 2021 in de Bruyns ehemaliger Wohn- und Arbeitsstätte gegründet, um das Leben und Werk des Schriftstellers Günter de Bruyn (1926–2020) wach zu halten und die einstige Wirkungsstätte des Autors, die alte Schäferei im Tal des Blabbergrabens unweit von Görsdorf bei Beeskow, als Literatur- und Begegnungsort weiterzuentwickeln. Entsprechend dem letzten Willen von de Bruyn ist das Hauptanliegen, seinen Nachlass zu inventarisieren und wissenschaftlich zu erschließen, und ihn der Öffentlichkeit zugänglich zu machen. Mit Hilfe des Landkreises Oder-Spree, des Landes Brandenburg und des Bundes wird die umfangreiche Forschungsbibliothek mit Schwerpunkt 18./19. Jahrhundert inventarisiert und eine möglichst vollständige Bibliographie erstellt.

## Organisationsstruktur
Der Stiftungsrat besteht aus sieben Mitgliedern. Ein Sitz entfällt auf den Landkreis Oder-Spree, der durch den jeweiligen Landrat/die Landrätin wahrgenommen wird.

## Aktivitäten
Die Arbeit der Stiftung wird durch einen Förderverein „Freundeskreis der Günter-de-Bruyn-Stiftung e. V.“ unterstützt, der sich um weitere finanzielle Mittel und Spenden bemüht, sowie Lesungen, Ausstellungen, Forschungsprojekte und Stipendien organisiert.
Im Mai 2025 wurde der Günter-de-Bruyn-Stiftung von der Stadt Beeskow ein denkmalgerecht saniertes Fachwerkhaus in der Altstadt als städtische Anlaufstelle und Geschäftsstelle übergeben. Hier wird auch der Freundeskreis der Günter-de-Bruyn-Stiftung seinen Sitz nehmen. Ab 2026, zum 100. Geburtstag des Schriftstellers de Bruyn, werden Archiv und Forschungsbibliothek für die wissenschaftliche Arbeit und bildungspolitische Vorhaben zur Verfügung stehen.

## Abseits. – Das Günter-de-Bruyn-Stipendium
Abseits. – Das Günter-de-Bruyn-Stipendium wird von der GDB-Stiftung gemeinsam mit der Stiftung des Frankfurter Kleist-Museums und dem Literarischen Colloquium Berlin ausgeschrieben und richtet sich an deutschsprachige Literaten. Das Stipendium umfasst pro Stipendiat, es soll mit einem zweiten Künstler im Tandem gearbeitet werden, 3.000 Euro und stellt kostenfreie Wohn- und Arbeitsräume in dem Günter-de-Bruyn-Wohnhaus in der Gemeinde Tauche (Oder-Spree) zur Verfügung.
Angelehnt an den Titel des De-Bruyn-Romans Abseits sollen sich die Stipendiaten mit den Themen Rückzug und Einsamkeit, aber auch mit dem Verhältnis von Mensch und Natur auseinandersetzen und dabei Ort, Region und Einwohner einbeziehen.